# Малезија на Светском првенству у атлетици у дворани 2010.
Малезија је учествовала на 13. Светском првенству у атлетици у дворани 2010. одржаном од 12. до 14. марта 2010. у Дохи (Катар) десети пут. Репрезентацију Малезије представљала је једна такмичарка која се такмичила у трци на 60 метара..
На овом првенству Малезија није освојила ниједну медаљу али је оборила национални и лични рекорд.

## Учесници
Жене:
- Норџана Хафиша Џамалудин — 60 м

## Резултати

### Жене
| Атлетичарка              | Дисциплина | Лични рекорд | Квалификације | Квалификације | Полуфинале            | Полуфинале            | Финале                | Финале       | Детаљи |
| Атлетичарка              | Дисциплина | Лични рекорд | Резултат      | Место         | Резултат              | Место                 | Резултат              | Место        | Детаљи |
| ------------------------ | ---------- | ------------ | ------------- | ------------- | --------------------- | --------------------- | --------------------- | ------------ | ------ |
| Норџана Хафиша Џамалудин | 60 м       |              | 7,90 НР, ЛР   | 7. у гр. 2    | Није се квалификовала | Није се квалификовала | Није се квалификовала | 28 / 33 (35) |        |